# コールサック社
株式会社コールサック社（コールサックしゃ）は、東京都板橋区に本社を置く日本の出版社。詩、俳句、短歌などの短詩形文学を主に扱う出版社。社名の由来は宮沢賢治の童話「銀河鉄道の夜」にでてくる「石炭袋」（英語でコールサック）から取られており、宮澤賢治の詩的精神や平和思想を根幹にして出版活動をしている。

## 概要
詩人・評論家の鈴木比佐雄の編集によって発行所コールサック社から1987年12月に個人詩誌「コールサック」（石炭袋）が創刊され、現在まで年に3回継続的に刊行されている。同詩誌は2010年より鈴木比佐雄・佐相憲一の共同編集となりコールサック社の機関誌になった。創刊号からシベリア抑留詩人で戦後詩を切り拓いた詩誌「列島」の鳴海英吉や、戦後に大阪で「山河」を創刊し「列島」にも参加した浜田知章などが中心的なメンバーとして参加した。そんな「列島」詩人たちが提起した、リアリズム精神や他者性、社会性、アジアの観点、戦争責任などの課題を詩誌「コールサック」（石炭袋）は担っている。2000年鳴海英吉が死去後、『鳴海英吉全詩集』の刊行会が立ち上がり、刊行後は「鳴海英吉研究会」が開催されている。その研究会のメンバーの支援を背景にして鈴木比佐雄は2006年にコールサック社を設立した。
2007年には、戦後間もないころから広島・長崎の悲劇を決して地球上で繰り返さないという原爆詩運動を提唱していた浜田知章・長谷川龍生・御庄博実・石川逸子などを始めとする詩人たちの支援により『原爆詩一八一人集』（日本語版・英語版の2冊）を刊行した。同著は翌年の2008年に宮沢賢治学会の「イーハトーブ賞奨励賞」を受賞した。2009年には『大空襲三一〇人詩集』を刊行し、上記二冊のアンソロジー詩集は朝日新聞の「天声人語」に取り上げられた。また東日本大震災後の2011年には『命が危ない 311人詩集』、2012年には評論集『福島原発難民』を書いた若松丈太郎が編集をし、序文帯文を坂本龍一が書いた『脱原発・自然エネルギー218人詩集』（日本語・英語合体版）、2013年には日本ベトナム国交樹立40周年を記念しベトナム文学同盟が支援をした『ベトナム独立・自由・鎮魂詩集175篇』（日本語・ベトナム語・英語合体版）を発行している。

## 歴史
- 1987年12月 - 鈴木比佐雄が詩誌「コールサック」（石炭袋）を創刊。コールサック社創立。
- 1993年7月 - 鈴木比佐雄第一詩論集『詩的反復力』（コールサック社）を出版。
- 2005年12月－鈴木比佐雄第三詩論集『詩の降り注ぐ場所―詩的反復力Ⅲ1997－2005』（コールサック社）を出版。
- 2006年8月 - 鈴木比佐雄が株式会社コールサック社を法人登記し設立。
- 2006年8月 - 韓国の詩人の高炯烈著『長詩 リトルボーイ』を出版。
- 2007年8月 - 『原爆詩一八一人集』（日本語版）を出版。
- 2007年12月 - 『Against Nuclear Weapons A collection of Poems by 181 Poets 1945-2007』（『原爆詩一八一人集』英語版）を出版。
- 2008年9月 - 『生活語詩二七六人集』を出版。
- 2008年9月 - 『原爆詩一八一人集』（日本語版・英語版）が宮沢賢治学会の「イーハトーブ賞奨励賞」を受賞。
- 2009年3月 - 『大空襲三一〇人詩集』を出版。
- 2010年4月 - 詩誌「コールサック」（石炭袋）が鈴木比佐雄・佐相憲一の共同編集となる。
- 2010年8月 - 『鎮魂詩四〇四人集』を出版。
- 2010年11月 - 平松伴子著『世界を動かした女性 グエン・ティ・ビン―ベトナム元副大統領の勇気と愛と哀しみと』を出版。同著は2011年に「ベトナム平和友好勲章」を受賞。
- 2011年1月 - スイスの学術団体の支援を受けてベアト・ブレヒビュールの小説『アドルフ・ディートリッヒとの徒歩旅行』（鈴木俊訳）を出版。在日スイス大使館で出版記念会が開催される。
- 2011年4月 - 鈴木比佐雄第四詩論集『詩人の深層探究―詩的反復力Ⅳ2006－2011』を出版。
- 2011年5月 - 若松丈太郎著『福島原発難民』を出版。
- 2011年8月 - 『命が危ない 311人詩集』を出版。
- 2012年8月 - 『脱原発・自然エネルギー218人詩集』（日本語・英語合体版）を出版。
- 2012年10月 - 韓国ベストセラー作家崔仁浩・小説集『他人の部屋』、『夢遊桃源図』を出版。
- 2013年4月 - 詩誌「コールサック」が鈴木比佐雄・佐相憲一・亜久津歩の共同編集となる。
- 2013年8月 - 日本とベトナム国交樹立40周年を記念してグエン・ティ・ビンの回顧録『家族・仲間・そして国家』（日本語版）と『ベトナム独立・自由・鎮魂詩集175篇』（日本語・ベトナム語・英語合体版）を出版。

## 主な刊行
- アンソロジー詩集シリーズ - 年に1回、日本の詩人に共通な社会的根源的なテーマを詩篇を公募してアンソロジー詩集として刊行。

## 雑誌
- 詩誌「コールサック」（石炭袋） - 全国の詩人・評論家・作家・翻訳家などによる短詩形文学を中心とした文芸誌。年4回（3・6・9・12月）刊行。

## 叢書
- コールサック詩文庫
- 新鋭・こころシリーズ
- 石炭袋叢書・詩論評論シリーズ
- 詩人のエッセイシリーズ
- 全詩集シリーズ
- 宮沢賢治の研究書